# Furie sur le Nouveau-Mexique
Pour plus de détails, voir Fiche technique et Distribution.
Furie sur le Nouveau-Mexique (titre original : Young Fury) est un film américain de Christian Nyby sorti en 1965.

## Synopsis
Poursuivi par l'impitoyable Dawson et sa bande de tueurs, Clint McCoy, célèbre pistoléro, revient dans sa ville natale. Un retour qui enchante le jeune Tige, à la tête d'un groupe de voyous. En effet le garçon  n'est autre que le fils de Clint et dont il veut se venger pour l'avoir abandonné. Mais Clint juge que Tige n'est qu'un vaurien méprisant que le shérif même ne parvient pas à corriger. Se trouvant confronté à la haine de son fils qui ne cesse de semer la pagaille dans la ville, Clint parvient à le ridiculiser durant une bagarre dans le Saloon, tenu par Sara, son ex-femme.

## Fiche technique
- Titre original : Young Fury
- Réalisation : Christian Nyby
- Scénario : Steve Fisher d'après une histoire de Steve Fisher et A.C. Lyles
- Directeur de la photographie : Haskell Boggs
- Montage : Marvin Coil
- Musique : Paul Dunlap
- Costumes : Hazel Hegarty
- Production : A.C. Lyles
- Genre : Western
- Pays de production :  États-Unis
- Durée : 80 minutes (1 h 20)
- Dates de sortie :
  - États-Unis : Février 1965
  - France : 14 avril 1965

## Distribution
- Rory Calhoun (VF : Jean-Claude Michel) : Clint McCoy
- Virginia Mayo (VF : Françoise Fechter) : Sara McCoy
- William Bendix (VF : Richard Francœur) : Blacksmith Joe, le forgeron
- Lon Chaney Jr. (VF : Pierre Collet) : Ace (Pete en VF), le barman
- Richard Arlen (VF : Jean Michaud) : le shérif Jenkins
- John Agar (VF : Jacques Deschamps) : Dawson
- Preston Pierce (VF : Pierre Trabaud) : Tige (Teddy en VF) McCoy
- Linda Foster : Sally Miller
- Robert Biheller (VF : Sady Rebbot) : Biff Dane
- Jody McCrea (VF : Marc de Georgi) : Stone
- Merry Anders : Alice
- Marc Cavell : Pancho
- Jerry Summers : Gabbo
- Jay Ripley : Slim
- Kevin O'Neal : Curley
- Dal Jenkins (VF : Patrick Dewaere) : Sam
- Sailor Vincent (VF : Paul Villé) : le commerçant
- Joan Huntington (VF : Jacqueline Rivière) : Kathy